# Cohuna
Cohuna is een plaats in de Australische deelstaat Victoria en telt 2853 inwoners (2006).